# Mikrobielle Nanodrähte

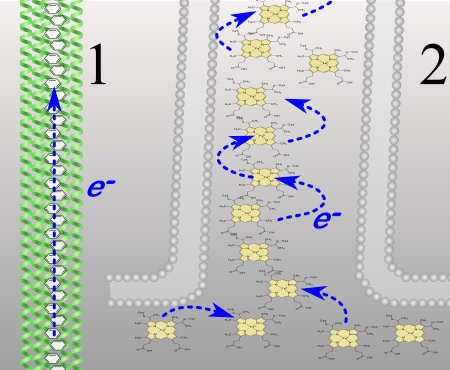
Mikrobielle Nanodrähte von Geobacter (1) und Shewanella (2).

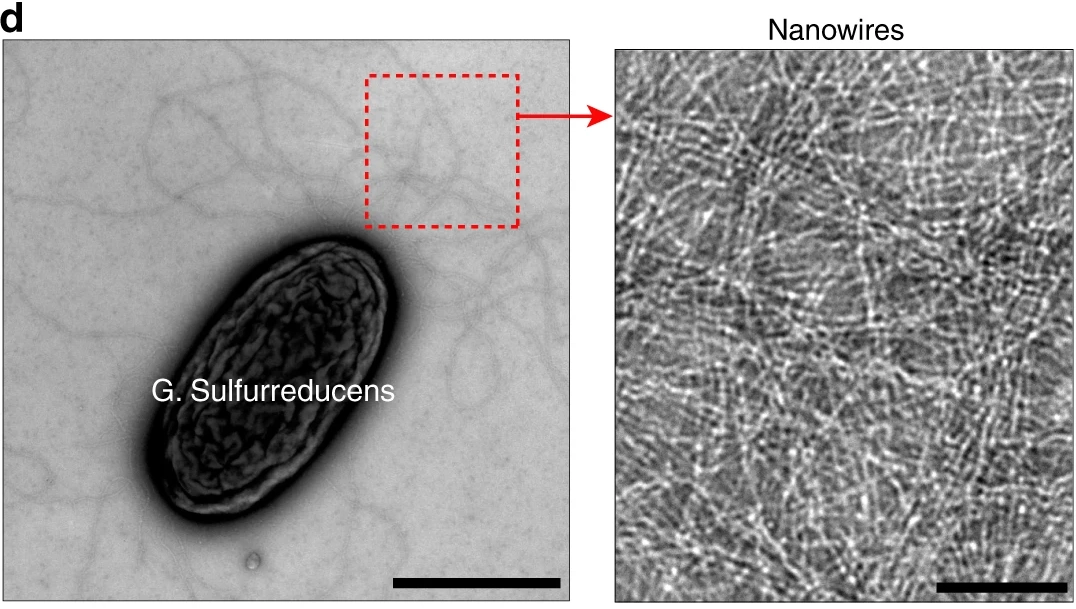
Geobacter sulfurreducens und seine mikrobiellen Nanodrähte

Mikrobielle Nanodrähte (englisch Bacterial nanowires or microbial nanowires) elektrisch leitfähige fädige Zellanhänge mit einem Durchmesser von ca. 10 nm. Sie werden von einer ganzen Reihe von Bakterien produziert, insbesondere von Deltaproteobacteria der Gattung Geobacter und marinen Gammaproteobacteria der Gattung Shewanella (Alteromonadaceae). Leitfähige Zellanhänge wurden auch bei dem Cyanobakterium Synechocystis sp. PCC6803 und einer thermophilen, methanogenen Mischkultur aus Pelotomaculum thermopropionicum und Methanothermobacter thermautotrophicus nachgewiesen.
Bei den Zellanhängen von Geobacter handelt es sich um modifizierte Pili, mit denen sich die Zellen mit externen Elektronenakzeptoren wie Eisen(III)-oxid verbinden können. Das ermöglicht ihnen, durch die Oxydation von vorhandenen Elektronendonatoren ein Membranpotenzial aufzubauen, das für die chemiosmotische ATP-Synthese genutzt wird. Entdeckt wurde dieser Mechanismus anhand von Geobacter-Mutanten, deren Pili zwar an Eisenoxyd binden, aber nicht in der Lage zu dessen Reduktion waren. Ihre Leitfähigkeit beruht auf delokalisierten π-Elektronen von aromatischen Aminosäuren. (Siehe Abbildung)
Die Nanodrähte von Bakterien der Gattung Shewanella haben einen grundsätzlich anderen Aufbau. Es handelt sich nicht um Pili, sondern um Ausstülpungen der Periplasmamembran, die eine Länge von bis zu 9 µm erreichen.
In ihnen sind Häm-Moleküle angereichert, und zwar die Cytochrome MtrC und OmcA. Ihr Nachweis in der Äußeren Membran und der Verlust der Leitfähigkeit bei Mutanten mit MtrC und OmcA -Defekt lässt vermuten, dass die Leitfähigkeit der Shewanella Nanodrähten auf diesen Cytochromen beruht. Es wurde ein an Elektroden verifizierter Mechanismus vorgeschlagen, nach dem ein Elektronen-„Hopping“ (Hüpfen) zwischen den gelösten Cytochromen die Leitfähigkeit bewirkt (siehe Abbildung).
2020 entwickelten Forscher mit Hilfe der leitfähigen mikrobiellen Nanodrähten von Geobacter sulfurreducens einen „Memristor“, der bei elektrischen Spannungen von weniger als 100 mV funktioniert. Der „Memory Transistor“ erlaubt den Betrieb durch Aktionspotenziale von natürlichen Neuronen und kann Biosensor-Signale lokal verarbeiten. Die Technologie könnte für Gehirn-inspiriertes Computing und direkte Kommunikation mit biologischen Gehirnzellen eingesetzt werden.
Nanodrähte können in Biofilmen Elektronen über relativ weite Entfernungen übertragen und sich dort auch an andere Mikroorganismen andocken.